# Památník veteránům korejské války
Památník veteránům korejské války se nachází ve West Potomac Parku ve Washingtonu D.C., jihovýchodně od Lincolnova památníku. Je to památník těm, kteří sloužili v korejské válce.

## Dějiny
Památník byl zřízen americkým kongresem 20. dubna 1986. 
Základní kámen položil bývalý prezident George H. W. Bush dne 14. června 1993, na Den vlajky. Památník byl slavnostně otevřen 27. července 1995, v den 42. výročí příměří, které korejskou válku ukončilo. Obřad provedl prezident Bill Clinton a prezident Korejské republiky Kim Young Sam. Památník je spravován National Park Service a patři do skupiny památníků v National Mall and Memorial Parks. Památník byl hned první den zapsán do Národního registru historických míst.

## Návrh a konstrukce

### Žulová stěna
Hlavní plocha památníku je vybudována ve tvaru trojúhelníku protínajícím kruh — Vzpomínkové jezírko. Zeď z leštěné žuly táhnoucí se podél jedné z cest vedoucích ke středu památníku, zobrazuje vojáky, vojenskou techniku a podpůrné jednotky zapojené do války. V černé žule jsou zobrazeny siluety 38 vojáků, které symbolizují 38 válečných měsíců a také 38. rovnoběžku, která odděluje Severní a Jižní Koreu. 
K vyobrazení na stěně bylo použito více než 2 500 archivních fotografických snímků pevniny, moře a letectva, které pak byly počítačově upraveny, aby mohly být přeneseny na zeď. Zeď byla vytvořena Louisem Nelsonem.

### Devatenáct soch
Uvnitř trojúhelníkového prostoru, který je ohrazen zdmi z černé žuly, je umístěno 19 soch z nerezové oceli navržených Frankem Gaylordem,  každá socha měří přes dva metry. Postavy představují četu na hlídce, jednotliví vojáci reprezentují složky amerických ozbrojených sil; čtrnáct postav je z americké armády, tři jsou z námořní pěchoty, jeden je zdravotník námořnictva, a jeden je příslušník letectva. Vojáci oblečení v plné polní jsou rozptýleni mezi jalovcovými keři, které představují drsný korejský terén. 

### Zeď OSN
Nedaleko od soch a cestiček je vybudována zeď OSN se jmény 22 členů OSN, kteří se války také zúčastnili.

### Vzpomínkové jezírko

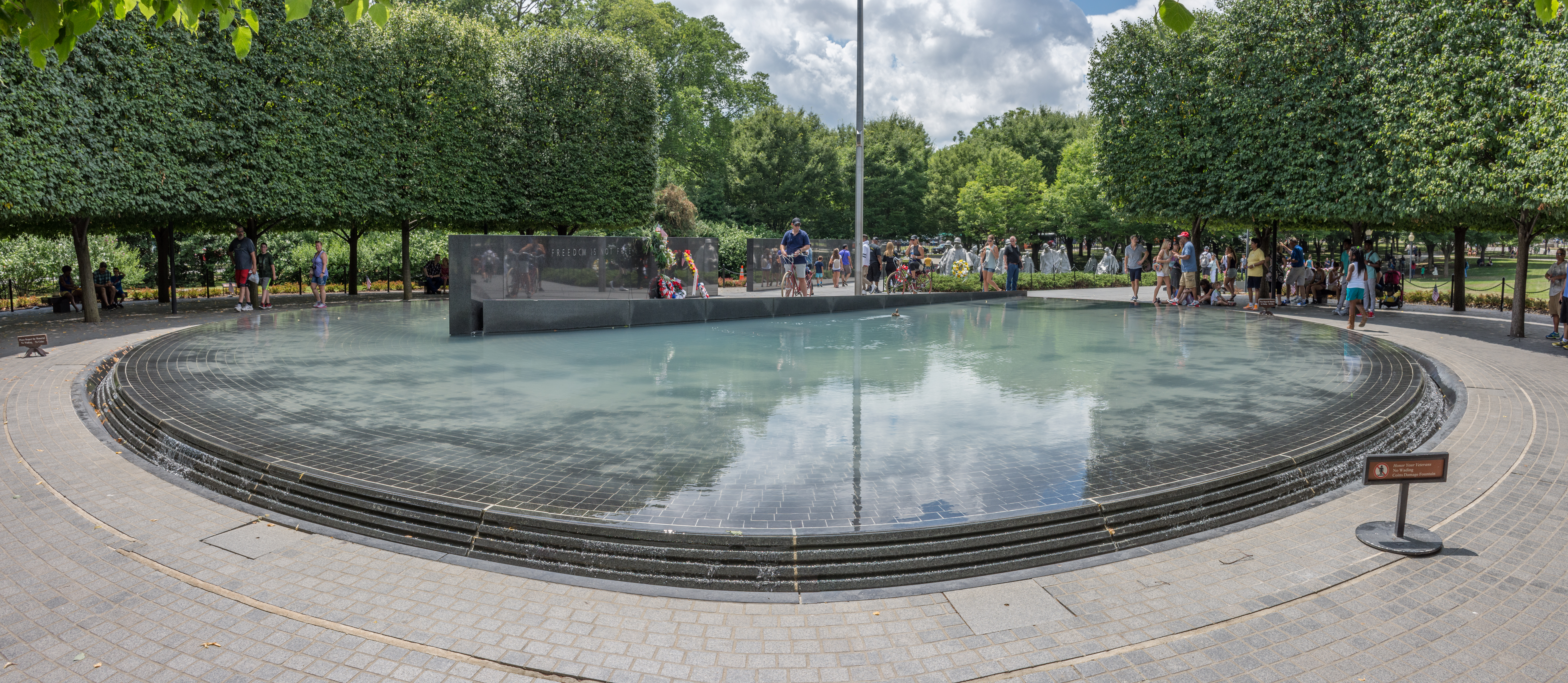
Vzpomínkové jezírko

Kruh ve středu památníku tvoří Vzpomínkové jezírko. Žulová zeď uprostřed uvádí počty padlých, zraněných, nezvěstných v boji a držených v zajetí. Vedle počtu amerických vojáků jsou ve stejných kategoriích uvedeny i počty vojáků OSN.
Na další žulové zdi je vytesaná jednoduchá zpráva : „ Svoboda není zadarmo “.

## Statistika obětí války
Žulové bloky u vzpomínkového jezírka uvádějí následující statistiku obětí války:
- Padlí – USA: 54 246,[6]Zrevidovený počet je 36,574 (pouze v Koreji),[7][8] [9] OSN: 628,833[10]
- Zranění – USA: 103 284, OSN: 1 064 453.
- Zajatí – USA: 7 140, OSN: 92 970.
- Nezvěstní – USA: 8 177, [11][12] OSN: 470,267.

## Národní den příměří slavený korejskými veterány
Svátek "Národní den příměří korejských veteránů" se slaví 27. července. 